# Death Bell
Death Bell (en hangul, 고死: 피의 중간고사; romanización revisada, Gosa: Piui Junggangosa) es una película de terror surcoreana de 2008. La única película de terror coreana que se lanzó en el verano de 2008, y fue el primer largometraje por el exdirector musical de vídeo Chang (nombre real Yoon Seung-Hong), que también co-escribió el guion. Death Bell cuenta con estrellas como Lee Beom-soo en su primer papel película de terror, y la cantante Nam Gyu-ri en su debut como actriz.
Situado en una escuela secundaria de Corea, los títulos nativos de la película se refiere a gosa, los exámenes de mitad de período importante que todos los estudiantes están obligados a pasar.
Una secuela llamada Death Bell 2: Bloody Camp, se publicó en el verano de 2010

## Trama
Seis meses antes del examen de ingreso, una escuela llena un curso con sus mejores 20 estudiantes, evaluados solo por sus notas, durante un fin de semana. El primer día, una pantalla comienza a mostrar a la mejor estudiante, Hye-Yeong, en un tanque transparente que comienza a llenarse de agua. Una voz pide a los estudiantes contestar una pregunta, para decidir la suerte de Hye-Yeong. Así comienza el examen que determinará si viven o mueren.

## Reparto
- Lee Beom Soo como Hwang Chang Wook.
- Yoon Jung-hee como Choi So Yeong.
- Nam Gyu-ri como Kang I Na.
- Kim Bum como Kang Hyun.
- Son Yeo-eun como Yoon Myung Hyo.
- Hahm Eun-jung como Kim Ji Won.
- Da Geon como Yoon Soo Jin.
- Kong Jeong Hwan como Lee Chi Young.
- Yang Ji-won como Min Hye Young.
- Kang Won como Song Dong Hyuk.
- Kwon Hyun Sang como Jae Wook.
- Son Ho-jun como Jo Beom.
- Yoo Shin Ae como Park Jin.
- Moon Ban Ya como Kim Yeong Jin
- No Haen Gha como Mi Jin.
- Choe Bae Young como Hun Kyung.
- Lee Chae Won como Yeom Ji Yang.
- Mon Soon como Hyun Jin Kim.
- Jin Sung como Bak Woo Ram.
- Shin Mu Jin como Bak Jong Young.
- Lee Doh Yeon como Bak Chan Ju.
- Choi Soo Hee como madre de Ji Won.
- Park Hoon como un acreedor.

## Producción
Filmada en video de Alta definición con un presupuesto de ₩ 1.3 billones.Death Bell es la película debut como director de Chang, un exdirector de vídeos musicales, que también co-escribió el guion junto a Kim Eun-Kyeong. La película también marca el debut como actriz de Nam Gyu-ri, un cantante con el trío K-pop SeeYa, y las estrellas veterano actor cómico Lee Beom-soo en su primer papel película de terror.

## Lanzamiento
La única película de terror coreana que se producirá en el verano de 2008, [5] La muerte de Bell hizo su estreno en julio de 2008 en la 12 ª Puchon Festival Internacional de Cine Fantástico. [2] Posproducción de la película había sido precipitó el fin de tener listo para el festival, [6] y Chang director tuvo que disculparse por el mal estado en que se ha demostrado [7].
Estrenada el 6 de agosto de 2008 en 366 teatros en todo el país, la película recaudó 2,370,785 dólares y recibió 575.231 espectadores en su primer fin de semana, colocándose tercero en la taquilla local. [8] [9] En su tercera semana, la muerte de Bell había subido al segundo lugar en la taquilla, [10] y en fecha 14 de septiembre de 2008 había recaudado un total de 9274859 dólares [11].
La muerte de Bell había mirado a convertirse en la película coreana de terror segundo más popular después de Una historia de dos hermanas, que atrajo a más de 3 millones de espectadores en 2003, sin embargo, la admisión de 1.636.149 (el 14 de septiembre de 2008) fueron inferiores a los registrados por R Punto y Escaleras Deseos. [4] [9] [12] Sin embargo, la película atrajo a más de dos veces el número de espectadores para el punto de equilibrio en la taquilla. [13]
La muerte de Bell fue lanzada en DVD el 8 de noviembre de 2008.

## Crítica sobre la película
"Kyu Hyun Kim, de Koreanfilm.org fue más crítica de la película, diciendo: "Death Bell molesta cuando combina engalanado, cine mancha visual (pero sin verdadera profundidad) y de la mordaza que inducen la tortura excesos porno: es al mismo tiempo tibio y mediocre, por una parte y graves y ofensivas por el otro ", sino que también considera el guion como un" desastre "fétido" con una premisa central poco convincente, pero no dio crédito a los resultados de la revisión Lee Beom-soo.A de Contracción también calificó a la premisa de la película como "ridícula ", llegando a decir:" Lee Beom-Soo duda intenta, y el tiempo mantiene la construcción decentemente hasta el final, pero en realidad no hay ambiente para ello. Es simplemente una sucesión de torturas y asesinatos, sin ningún sentido de la sorpresa, no le interesa ... [y] no hay conciencia alguna temática ".